# Neda Ukraden

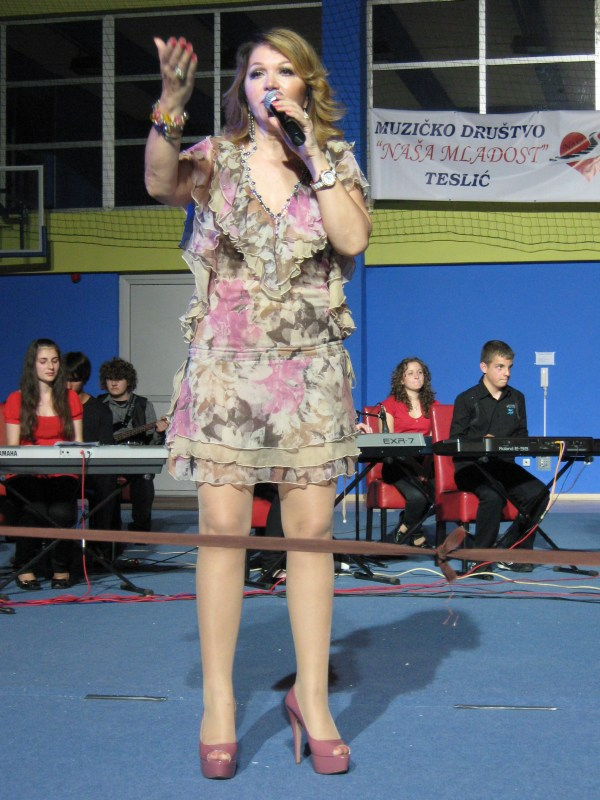
Neda Ukraden

Neda Ukraden (serbokroatisch-kyrillisch Неда Украден; * 16. August 1950 in Imotski, Jugoslawien) ist eine kroatisch-serbische Schlager- und Popsängerin.
Charakteristisch für ihre Lieder ist, dass sie Ethnoklänge Südosteuropas aufweisen.

## Biografie
Sie wuchs in Višegrad in Bosnien auf.
Anfangs war sie Sängerin der Band Kamen na kamen („Stein auf Stein“). Seit Beginn der achtziger Jahre singt sie solo. Zora je („Es ist Morgenröte“), Boli, boli („Es schmerzt“), Saj rode saj sind einige der Lieder, wegen der sie auch heute noch zu den beliebtesten Interpretinnen im ehemaligen Jugoslawien zählt. Zora je ist ihr größter Hit und wurde neben serbokroatisch in etlichen anderen Sprachen gecovert. Im Laufe der Jahre arbeitete sie unter anderem mit Goran Bregović und Đorđe Novković zusammen. Neda gilt als Idol vieler Pop-Sängerinnen, welche sich an ihrer Musik und ihrem Stilbewusstsein orientieren. 2002 wird sie von den Vereinigten Frauen des Balkans („Balkan Women Associations Federation 1953“) zur „Frau des Jahres“ gewählt.
Sie lebte lange in Sarajevo. Heute lebt Neda mit ihrer Tochter Jelena und ihrer Mutter Anđelija in Belgrad. Sie hat zwei Universitätsabschlüsse, einen in Rechtswissenschaften und einen in Sprachwissenschaften. Neben ihren künstlerischen Aktivitäten, leitet sie noch ein Café-Bistro namens „Starcafé“ in Belgrad.

## Diskografie

### Alben
- 1975: Neda & Kamen na Kamen
- 1976: Ko me to od nekud doziva
- 1977: Nedine najljepše pjesme
- 1979: Još te volim
- 1981: Cuje se glas
- 1982: To mora da je ljubav
- 1984: Oči  tvoje govore
- 1985: Hoću tebe
- 1986: Šaj, Šaj
- 1986: 10 Hitova
- 1987: Došlo doba da se rastajemo
- 1988: Posluži nas srećo
- 1988: Ponoć je
- 1989: Dobro došli
- 1990: Poslije nas
- 1992: Vidovdan/Nek živi muzika
- 1993: Jorgovan
- 1995: Između ljubavi i mrznje
- 1996: Ljubavi žedna
- 2001: Nova Neda
- 2002: Život sam promjenila
- 2004: Za sva vremena
- 2004: Ljubomora
- 2006: Oduži mi se poljupcima
- 2009: Da se nađemo na pola puta
- 2010: Radujte se prijatelji
- 2012: Biti svoja
- 2016: Terapija
- 2021: Jednom Kada Ovo Prođe...

### Singles
- 1967: Igra bez kraja
- 1969: Sve što moje srce zna / Ako me trebaš
- 1973: Je l' to taj / Tri djevojke
- 1974: Mlada majka (Omladina 74) / Čudno čudo
- 1975: Srce u srcu (Opatija 75) / Mezarje
- 1975: Novi Robinzoni (Vaš šlager sezone 75) / Do posljednje kapi života
- 1975: Sto si nano udala me rano (Slavonija 75)/Sretan dan (Ljubav pobjedu slavi) (Slovenske Popevke 75)
- 1975: Majka (Festival Revolucionarne i Rodoljubive Pjesme 75)
- 1976: Ej, da mi je naći (Opatija 76) / Večera
- 1976: Ja i ti (Vaš šlager sezone 76) / Osam dana
- 1977: Požuri mi, dragane (Vaš šlager sezone 77) / Šalvare
- 1977: Ne dam ga, ne dam (Zagreb 77) / Dragana je mala na livadu zvala
- 1977: Gorom i dolom (Split 77) / Voli tebe srce moje
- 1978: Hajde, bolan, ne luduj (koji ti je vrag) / Što su polju cvijetovi
- 1978: Pisma ljubavi (Beogradsko proleće 78) / Ljubav me čudno dira
- 1978: Vjeruj mi dušo moja (Vaš šlager sezone 78)/Alčak (Opatija 78)
- 1979: Još te volim (Vaš šlager sezone '79) / Šeherzada (Opatija 79)
- 1979: Što si bliže meni (Zagreb 79) / Kad sam bilacvijeće u Japanu
- 1981: Oženjen je (Vaš šlager sezone 81)/Sve što se odgađa, to se ne događa (Yu-izbor za pjesmu Eurovizije 1981)
- 1981: Umire ljeto (Split '81) / Ljubavi, ljubavi
- 1981: Komušanj (Muzički festival Slavonija '81)
- 1982: Ne budi me noćas (Vaš šlager sezone 82)/Za tri dana prođe svako čudo (Opatija 82)
- 1983: Ne vjeruj (Vaš šlager sezone 83)
- 1983: Doviđenja, zaboravi me (Split 83)
- 1984: Traži se jedan Vanja (Zagrebfest 84)
- 1984: Ne može se natrag više (Mesam 84)
- 1986: Šaj rode, šaj (Yu-izbor za pjesmu Eurovizije 1986)
- 1988: Isplest ću bijeli vijenac (Split 88)
- 1997: Eh, da sam tebe slušala (Budva 97)
- 1997: Ne budi me noćas (remake)
- 1999: Balkanski vetrovi
- 2003: Nisam ti ja bilo ko
- 2004: Ljubomora (Radijski Festival SCG 04)
- 2005: Ako se ikad sretnemo (Suncane Skale 05)
- 2005: Konačno (Radijski Festival SCG 05)
- 2008: Evo sviće (Grand Festival 08)
- 2008: Stvarno se isplatilo (Hrvatski Radijski Festival 08)
- 2009: Da se nademo na pola puta
- 2009: Naj, naj
- 2009: Kad sam kod kuće (Hrvatski Radijski Festival 09)
- 2009: Nježna i bezobrazna (Ohrid fest 09)
- 2010: Dalmacijom zagrljeni (Marko Polo Fest 2010)
- 2010: Tetovaža (mit Ivan Zak)
- 2011: Adio ljubica Slovenia/Naj, naj (auf Slowenisch)
- 2011: Na Balkanu
- 2011: Pao snijeg po dunjama (mit Kemal Monteno)
- 2012: Nije ti dobro (Girls Night) (feat. Clea & Kim)
- 2012: Najbolji klub u gradu
- 2012: Bilo pa prošlo
- 2013: Viljamovka Rakija
- 2017: Bijela Košulja